# Persone di nome Ursula
| Questa pagina contiene informazioni ricavate automaticamente dalle voci biografiche con l'ausilio del template Bio e di un bot. L'aggiornamento è periodico e automatico e ricostruisce completamente la pagina. Se manca una persona in questa lista, sei pregato di non aggiungerla, ma accertati piuttosto che la sua voce biografica contenga il template Bio e che i dati anagrafici siano correttamente compilati. Se il template Bio manca, inseriscilo tu stesso o, in alternativa, metti l'avviso {{tmp\|Bio}} che ne segnala la mancanza. Se i dati riportati sono sbagliati, correggi direttamente la voce biografica; le modifiche saranno visibili in questa lista entro pochi giorni. Per chiarimenti vedi il progetto antroponimi. La lista contiene solo le 57 persone che sono citate nell'enciclopedia e per le quali è stato implementato correttamente il template Bio. Pagina aggiornata al 6 ago 2025. |

Questa è una lista di persone presenti nell'enciclopedia che hanno il nome Ursula, suddivise per attività principale.

## Agenti segrete(1)
- Ruth Werner, agente segreta russa (Berlino, n. 1907 - Berlino, † 2000)

## Antifasciste(1)
- Ursula Goetze, antifascista tedesca (Berlino, n. 1916 - Berlino, † 1943)

## Attiviste(1)
- Ursula Haverbeck, attivista tedesca (Winterscheid, n. 1928 - Vlotho, † 2024)

## Attrici(9)
- Ursula Andress, attrice svizzera (Ostermundigen, n. 1936)
- Ursula Buschhorn, attrice tedesca (Palo Alto, n. 1969)
- Ursula Grabley, attrice e doppiatrice tedesca (Woltersdorf, n. 1908 - Brilon, † 1977)
- Ursula Herwig, attrice e doppiatrice tedesca (Berlino, n. 1935 - Berlino Ovest, † 1977)
- Ursula Karven, attrice, modella e scrittrice tedesca (Ulma, n. 1964)
- Uschi Obermaier, attrice e ex modella tedesca (Sendling, n. 1946)
- Ursula Strauss, attrice e cantante austriaca (Melk, n. 1974)
- Ursula Thiess, attrice tedesca (Amburgo, n. 1924 - Burbank, † 2010)
- Ursula Werner, attrice e doppiatrice tedesca (Eberswalde, n. 1943)

## Attrici pornografiche(1)
- Ursula Cavalcanti, attrice pornografica italiana (Fiesole, n. 1965 - Firenze, † 2005)

## Biatlete(1)
- Uschi Disl, ex biatleta e ex fondista tedesca (Bad Tölz, n. 1970)

## Calciatrici(1)
- Ursula Holl, ex calciatrice tedesca (Würzburg, n. 1982)

## Cantanti(1)
- Sina, cantante svizzera (Visp, n. 1966)

## Contralti(1)
- Ursula Boese, contralto tedesco (Amburgo, n. 1928 - Amburgo, † 2016)

## Costumiste(1)
- Ursula Patzak, costumista italiana (Monaco di Baviera)

## Criminali(1)
- Ursula e Sabina Eriksson, criminale svedese (n. 1967)

## Dirigenti d'azienda(1)
- Ursula Burns, manager statunitense (New York, n. 1958)

## Fisiche(1)
- Ursula Franklin, fisica e attivista tedesca (Monaco di Baviera, n. 1921 - Toronto, † 2016)

## Fotografe(2)
- Ursula Litzman, fotografa tedesca (Bonn, n. 1916 - Hellenthal, † 2004)
- Ursula Richter, fotografa tedesca (Radebeul, n. 1886 - Greifswald, † 1946)

## Geologhe(1)
- Ursula Marvin, geologa statunitense (Bradford, n. 1921 - Concord, † 2018)

## Insegnanti(1)
- Ursula Lehr, docente e politica tedesca (Francoforte, n. 1930 - Bonn, † 2022)

## Linguiste(1)
- Ursula Reutner, linguista tedesca (Bayreuth, n. 1975)

## Mezzofondiste(1)
- Ursula Donath, ex mezzofondista e velocista tedesca (Saldus, n. 1931)

## Modelle(1)
- Ursula Buchfellner, ex modella e attrice tedesca (Monaco di Baviera, n. 1961)

## Nobildonne(1)
- Ursula Caterina di Altenbockum, nobildonna polacca (Varsavia, n. 1680 - Dresda, † 1743)

## Nobili(1)
- Ursula di Brandeburgo, nobile (n. 1450 - Breslavia, † 1508)

## Nuotatrici(3)
- Ursula Brunner, nuotatrice tedesca (Heidelberg, n. 1941 - Heidelberg, † 2024)
- Ursula Happe, nuotatrice tedesca (Danzica, n. 1926 - Dortmund, † 2021)
- Ursula Küper, ex nuotatrice tedesca orientale (Berlino, n. 1937)

## Poetesse(1)
- Ursula Vaughan Williams, poetessa, scrittrice e biografa inglese (La Valletta, n. 1911 - Londra, † 2007)

## Politiche(8)
- Ursula von der Leyen, politica tedesca (Ixelles, n. 1958)
- Ursula Flick, politica tedesca (Osnabrück, n. 1924 - Celle, † 2006)
- Ursula Haubner, politica austriaca (Bad Goisern am Hallstättersee, n. 1945)
- Ursula Hirschmann, politica e antifascista tedesca (Berlino, n. 1913 - Roma, † 1991)
- Ursula Plassnik, politica e ambasciatrice austriaca (Klagenfurt am Wörthersee, n. 1956)
- Ursula Schleicher, politica tedesca (Aschaffenburg, n. 1933)
- Ulla Schmidt, politica tedesca (Aquisgrana, n. 1949)
- Ursula Zybach, politica svizzera (n. 1967)

## Registe(1)
- Ursula Meier, regista e sceneggiatrice svizzera (Besançon, n. 1971)

## Religiose(1)
- Ursula Micaela Morata, religiosa e mistica spagnola (Cartagena, n. 1628 - Alicante, † 1703)

## Sciatrici alpine(2)
- Ursula Konzett, ex sciatrice alpina liechtensteinese (Grabs, n. 1959)
- Ursula Steiger, ex sciatrice alpina austriaca

## Scrittrici(6)
- Ursula Curtiss, scrittrice statunitense (New York, n. 1923 - Albuquerque, † 1984)
- Ursula Hegi, scrittrice statunitense (Düsseldorf, n. 1946)
- Ursula K. Le Guin, scrittrice e glottoteta statunitense (Berkeley, n. 1929 - Portland, † 2018)
- Ursula Moray Williams, scrittrice inglese (Peterfield, n. 1911 - † 2006)
- Ursula Vernon, scrittrice e fumettista statunitense (n. 1977)
- Ursula Wölfel, scrittrice tedesca (Hamborn, n. 1922 - Heidelberg, † 2014)

## Scultrici(1)
- Ursula Stock, scultrice, pittrice e disegnatrice tedesca (Stoccarda, n. 1937)

## Sovrane(1)
- Germana de Foix, regina (n. 1488 - Llíria, † 1536)

## Velociste(1)
- Ursula Knab, velocista tedesca (Heidelberg, n. 1929 - Karlsruhe, † 1989)

## Senza attività specificata(2)
- Madre Shipton, inglese (Knaresborough, n. 1488 - Clifton-on-Yore, † 1561)
- Ursula del Brandeburgo, duchessa (Berlino, n. 1488 - Güstrow, † 1510)